# 女神たちの冒険
「女神たちの冒険」（めがみたちのぼうけん）は、中山美穂の19枚目のシングル。1990年7月11日にキングレコードからリリースされた。規格品番はCDS:KIDS-21。

## 概要
アルバム『Jeweluna』からの先行シングルとして、バージョンを変えて発売された（シングルバージョンはAメロの前にサビが先行する）。前作「セミスウィートの魔法」に引き続き、中山本人が出演した協和埼玉銀行カードのCMソングとして使用された。
1993年11月26日に発売されたバラード・ベスト・アルバム『Blanket Privacy』にはアカペラバージョンで収録された。
カップリングの「Too Fast, Too Close」は、1988年12月発売のアルバム『angel hearts』収録曲のリカットで、アレンジを変えて再収録された。

## 収録曲
1. 女神たちの冒険
作詞: 松井五郎 / 作曲・編曲: 斉藤英夫
2. Too Fast, Too Close <Dance Version>
作詞: CINDY / 作曲: CINDY・鳥山雄司 / 編曲: 鳥山雄司

## 収録アルバム
- 女神たちの冒険
  - Jeweluna - Album Version
  - COLLECTION II
  - Blanket Privacy - A Cappella Version
  - Complete SINGLES BOX
  - 中山美穂 パーフェクト・ベスト
  - 中山美穂 パーフェクト・ベスト2 - Album Version
  - 30th Anniversary THE PERFECT SINGLES BOX
  - All Time Best

- Too Fast, Too Close <Dance Version>
  - Complete SINGLES BOX
  - 30th Anniversary THE PERFECT SINGLES BOX

- Too Fast, Too Close（オリジナルバージョン）
  - angel hearts
  - 30th Anniversary THE PERFECT SINGLES BOX